# Atractus pantostictus
Atractus pantostictus är en ormart som beskrevs av Fernandes och Puorto 1993. Atractus pantostictus ingår i släktet Atractus och familjen snokar. Inga underarter finns listade.
Denna orm förekommer i östra Brasilien i delstaterna Tocantins, Goiás, Minas Gerais och São Paulo samt i Brasiliens federala distrikt. Den lever främst i galleriskogar i savannlandskapet Cerradon. Arten hittas även i större skogar vid Atlanten. Individerna gräver vanligen i lövskiktet och i marken. Under regntiden i oktober hittas de även på markytan. Atractus pantostictus kan vara dag- och nattaktiv. Den har daggmaskar, andra jordlevande maskar och ödlor som föda. Honor lägger 3 eller 4 ägg per tillfälle. Det största exemplaret var från nosen till kloaköppningen 469 mm lång.
Utanför skogarna blev stora delar av savannen omvandlad till jordbruksmark. Andra hot är bränder och bekämpningsmedel mot insekter. I lämpliga habitat är Atractus pantostictus fortfarande vanligt förekommande. IUCN listar arten som livskraftig (LC).